# Robert Tabouis
Pour les articles homonymes, voir Tabouis.
Robert Tabouis est un homme d'affaires français, né le 22 avril 1889 à Paris et mort le 3 décembre 1973 ,, qui a été PDG de la Compagnie générale de la télégraphie sans fil (CSF) entre 1945 et 1960. Il était le mari de la journaliste Geneviève Tabouis.

## Biographie

### Jeunesse et études
Comme son père qui était avocat d'origine franc-comtoise, Robert Tabouis poursuit des études de droit et de lettres. Il est inscrit à l'université de Paris.

### Parcours professionnel
Il rentre dans les affaires d'abord dans l'entreprise de son camarade Jacques Breguet, frère de Louis Breguet, puis rentre à la Compagnie Radio France en 1922 où il met au point une comptabilité franc-or pour les redevances télégraphiques. Il devient ensuite le collaborateur le plus proche d'Émile Girardeau, président de la Compagnie générale de la télégraphie sans fil dont il prendra la succession en 1946.
Robert Tabouis a été administrateur délégué de Radio-Luxembourg entre 1953 et 1963.